# American Football League 1966
La stagione AFL 1966 è stata la 7ª stagione sportiva della American Football League, la lega professionistica statunitense di football americano. La stagione è iniziata il 2 settembre 1966. La finale del campionato si è disputata il 1º gennaio 1967 nel War Memorial Stadium di Buffalo, nello Stato di New York tra i Buffalo Bills e i Kansas City Chiefs ed ha visto la vittoria di questi ultimi per 31 a 7.
La stagione vide il debutto dei Miami Dolphins che vennero inseriti nella Eastern Division.
Dopo la fine della stagione, il 15 gennaio 1967, i campioni dei Chiefs sfidarono nel Los Angeles Memorial Coliseum i vincitori della stagione 1966 della National Football League, i Green Bay Packers, in una partita denominata AFL-NFL World Championship Game e che poi sarebbe stata identificata come il Super Bowl I. L'incontro vide la vittoria dei Packers per 35 a 10.

## Stagione regolare
La stagione regolare è iniziata il 2 settembre 1966 ed è terminata il 18 dicembre, si è svolta in 14 giornate.

### Risultati della stagione regolare
- V = Vittorie, S = Sconfitte, P = Pareggi, PCT = Percentuale di vittorie, PF = Punti Fatti, PS = Punti Subiti
- La qualificazione ai play-off è indicata in verde (tra parentesi il seed)

| Eastern Division  |   |    |   |     |     |     |
| Squadra           | V | S  | P | PCT | PF  | PS  |
| (*) Buffalo Bills | 9 | 4  | 1 | 692 | 358 | 255 |
| Boston Patriots   | 8 | 4  | 2 | 667 | 315 | 283 |
| New York Jets     | 6 | 6  | 2 | 500 | 322 | 312 |
| Houston Oilers    | 3 | 11 | 0 | 214 | 335 | 396 |
| Miami Dolphins    | 3 | 11 | 0 | 214 | 213 | 362 |

| Western Division       |    |    |   |     |     |     |
| Squadra                | V  | S  | P | PCT | PF  | PS  |
| (*) Kansas City Chiefs | 11 | 2  | 1 | 846 | 448 | 276 |
| Oakland Raiders        | 8  | 5  | 1 | 615 | 315 | 288 |
| San Diego Chargers     | 7  | 6  | 1 | 538 | 335 | 284 |
| Denver Broncos         | 4  | 10 | 0 | 286 | 196 | 381 |

## La finale
La finale della AFL venne giocata tra le squadre prime qualificate delle due Division, ovvero i Kansas City Chiefs e i Buffalo Bills il 1º gennaio 1967 nel War Memorial Stadium di Buffalo, nello Stato di New York. I Chiefs si aggiudicarono il titolo per 31 a 7.

### Vincitore
| Vincitori del campionato AFL 1966 Kansas City Chiefs 2º titolo |